# Tapetserarspindel
Tapetserarspindel (Atypus affinis) är en spindel som inte liknar någon annan svensk spindelart. Dess vetenskapliga namn Atypus affinis betyder passande nog också ungefär "den annorlunda som bor nära". Tapetserarspindeln tillhör nämligen samma underordning som fågelspindlarna, Mygalomorphae, av vilken de flesta arterna återfinns i tropikerna. 

## Kännetecken
Tapetserarspindeln är en ganska stor spindel, honorna har en kroppslängd på 10 till 15 millimeter, hanarna något mindre, omkring 7 till 10 millimeter. Båda har mycket stora och kraftiga chelicer (giftkäkar) som är nästan lika långa som framkroppen, vilket gör att spindeln blir betydligt längre om dessa räknas med. Chelicererna är dessutom högre än framkroppen. På chelicerernas undersida finns en rad grova tänder. Chelicerna och chelicerklorna (giftklorna) ligger parallellt pekande utåt och används till att gräva och till att hugga bytet med. Chelicerklorna rör sig vertikalt, det vill säga uppifrån och nedåt-inåt, medan de hos andra svenska spindlar rör sig mot varandra. Benen är korta och kraftiga. De åtta ögonen är grupperade i en liten kompakt grupp framtill och i mitten på framkroppen liksom hos fågelspindlarna, medan ögonen hos andra svenska spindlar ligger mer åtskilda.
Tapetserarspindeln har två par boklungor. De flesta svenska spindlar har inga eller ett par boklungor. Boklungorna syns som ljusa fläckar framtill på bakkroppens undersida. Hos tapetserarspindeln finns liksom hos de flesta spindlar tre par spinnvårtor som sitter baktill på bakkroppen. Spinnvårtorna sitter längre fram på bakkroppens undersida än de gör hos de flesta spindlar. De är dessutom betydligt längre än hos de flesta andra spindlar. De bakre spinnvårtorna har till skillnad mot andra spindlar tre långa och oliklånga segment. Kroppsfärgen är brun. Framkroppen och benen verkar lite halvt genomskinlig av ett tjockt ofärgat kitinlager och som om de var plastöverdragna. De innehåller endast lite mörka delar, vilket antagligen är en anpassning till det underjordiska grävande liv tapetserarspindeln lever. Hanarna är något mörkare och vissa individer kan delvis nästan vara svarta. De har också smalare kropp och längre ben. Bakkroppen har dessutom en nästan svart hård platta på ryggsidan.

### Förväxlingsrisk
I Sverige finns inga arter som kan förväxlas med tapetserarspindeln. Två närbesläktade arter, Atypus piceus och Atypus muralis, finns närmast i Tyskland och bör inte vara aktuella om några nya lokaler kommer att upptäckas av tapetserarspindeln. Atypus piceus finns närmast på Rügen.

## Utbredning
I Sverige finns tapetserarspindeln bara på tre platser i Skåne, på Kullaberg, i Skäralid och på Stenshuvud. På alla de svenska lokalerna är arten rapporterad från ett begränsat område. 11 september 1957 upptäckte Håkan Hallander en hane av tapetserarspindeln som var ute och gick. Det var det första svenska fyndet. Den är i övrigt känd från de flesta länder i Europa. Dess nordgräns ligger i Skåne, i Danmark och i sydligaste Skottland. I Danmark är tapetserarspindeln känd från ca 20 lokaler. Söderut är den känd till Nordafrika, Marocko och Algeriet, österut till Vitryssland och Ukraina. Förekomsterna av tapetserarspindeln är i Sverige och Danmark inskränkta till kraftigt soluppvärmda mer eller mindre sydvända extremt branta sluttningar som är skyddade mot vind, åtminstone mot hårda vindar på marken. Världspopulationens storlek är omöjlig att uppskatta. Hur pass vanlig tapetserarspindeln är helt okänd i de flesta länder. Den svenska populationerna uppgår till från några hundra till några tusen på vardera lokalen, vilket sammanlagt kanske innebär att det i Sverige finns mellan 5 000 och 20 000 vuxna individer. 

### Status
I Sverige är tapetserarspindeln rödlistad och klassificerad som starkt hotad (EN). Tapetserarspindeln är i Danmark klassificerad som sårbar, det vill säga en kategori lägre på rödlistan än i Sverige. Detta är inte att förvåna då antalet lokaler är betydligt fler, cirka 20 stycken. Den har under senare tid minskat i områden som omgjorts till samhällen och den har försvunnit från områden där mycket tramp skett. I Danmark är flera tidigare lokaler förstörda genom att skog har växt upp och i ett fall genom att den stenmur vid vilken tapetserarspindeln fanns blivit borttagen. Eftersökningar på de flesta till synes lämpliga lokaler har skett under de senaste femton åren både i Skåne i Sverige och i Danmark. Den är rödlistad även i Belgien och Tyskland.
Hur pass vanlig tapetserarspindeln varit i Sydsverige vet man inte. Den har ansetts som en typisk reliktart som tidigare under varmare perioder haft en större utbredning, men som idag enbart finns kvar på några få restlokaler. Artens spridda förekomst och de små areor som den lever på kan naturligtvis tolkas så. En annan tolkning kan vara att den lyckats etablera sig i senare tid på de lokaler där den påträffats. Det som talar för att den verkligen är en relikt är väl framför allt att den faktiskt finns på alla de tre ställen som troligtvis är de tre mest soluppvärmda lokalerna i Skåne utanför tätbebyggt område och den genetiskt stora skillnaden som finns mellan olika populationer. Hur mycket större populationen kan tänkas ha varit är alltför vanskligt att ens försöka uppskatta. Att arten har varit gynnad av att tidigare fanns stora markytor som varit glest träd- och buskbevuxna, samtidigt som de är relativt förskonade från kraftig blåst, tramp och andra ofta upprepade störningar. 
Det är känt från danska och svenska tapetserarspindlar att den genetiska skillnaden är stor mellan de olika populationerna, även sådana som ligger nära varandra och särskilt stor är den mellan de tapetserarspindlar som är funna på Jylland och de på Bornholm. Även de två svenska populationer som undersökts skiljer mycket från de danska och från varandra. Detta tyder på att spridningsförmågan är dålig. Variationen inom populationerna var liten, särskilt liten var variationen inom populationen i Skäralid.

## Levnadssätt
Tapetserarspindeln lever så gott som hela sitt liv i ett i båda ändarna slutet borör som den tapetserar med silke - därav namnet tapetserarspindel. 

### Bobygge
Tapetserarspindeln börjar med att bygga den yttre delen av röret. Gräver sig sen ner i marken med de kraftiga chelicererna och gör den underjordiska delen av boröret. Jorden som finns fastsatt på rörets utsida bearbetas in i spinnet av spindeln. Borörets öppning är kamouflerat med jord och sand och invändigt påminner det om fingret på en tunn bomullshandske. Vanligtvis är det mellan ett par decimeter till drygt en halv meter långt. Den yttersta delen av röret, som är från några få centimeter till cirka en decimeter långt ligger på marken, i en ljungtuva, bland grässtrån eller under mossa eller gamla löv. Någon gång kan man finna borör som står rakt upp. Utsidan ser mest ut som en bit rot eller rävspillning. Oftast är de yttersta millimeterna på boröret inte täckta av jord och därmed synliga som en liten vitaktig spets. Detta är ibland det enda som skiljer röret från närliggande trädrötter. Nederdelen av boröret ligger nere i en gång som spindeln grävt nere i marken. Den delen kan vara från någon decimeter till en halv meter lång. Ibland går boröret rakt ner, ibland gör det svängar mellan rötter eller stenar i marken. Borör byggs enbart i lättgrävd jord som är sandig eller som består av vittringsjord. Det verkar vara viktigt att vatten inte rinner in i rören och blir kvar där. Borören kan vara många tillsammans och är det faktiskt ofta. På en kvadratmeter har det i Skäralid funnits så många som 60 stycken borör. Uppgifter finns från många håll på täta populationer, till exempel har man söder om Hamburg hittat 90 borör på en kvadratmeter. På vintern går tapetserarspindlarna i dvala. Då snörar de av ovandelen av boröret och sätter sig längst ned. Ovandelen av boröret blir då platt. Samma sak händer med ett borör som överges eller om spindeln dött i röret.

### Föda
Nere i röret, oftast en bra bit ner sitter tapetserarspindeln och väntar på att ett lämpligt bytesdjur ska komma och trampa på rörets ovanjordiska del. När detta sker vandrar tapetserarspindeln upp till den ovanjordiska delen och hugger sina spetsiga giftklor igenom röret och in i bytet, som blir förlamat av det gift som sprutas in. Med chelicerernas taggar öppnar spindeln sedan boröret och drar in bytet i röret. Det förlamade bytesdjuret lämnas en stund medan tapetserarspindeln spinner ihop öppningen som bildats på boröret. Först därefter sätter sig spindeln tillrätta i de underjordiska delarna av boröret och suger ut bytet. Bytesresterna påträffas i närheten av boröret eller i dess botten. Som kända bytesdjur har uppgetts bin, flugor, skalbaggar, myror, tvestjärtar och andra insekter, men också gråsuggor och mångfotingar. Som de flesta spindlar verkar tapetserarspindeln fånga och äta vad den lyckas att få tag på. Förvånansvärt är att den gärna äter gråsuggor och mångfotingar, vilka de flesta andra spindlar brukar rata. Även daggmaskar påstås ibland ingå i dieten. Rester av daggmaskar kan påträffas i borörens nedre del. Dock är de ingen betydande del av födan.

### Fortplantning
Tapetserarspindeln är en av de få spindlar i Sverige som blir mer än ett par år gammal. De flesta övriga spindlar blir inte ens ett år. De flesta större spindlar blir 2 till 3 år, men tapetserarspindeln blir betydligt äldre. Den är den spindelart som blir äldst av de svenska spindlarna. Först efter 4 år blir tapetserarspindeln könsmogen. Hur gammal den kan bli är obekant, uppskattningar av honornas maximala ålder varierar från 5 till 10 år. De bäst undersökta är från Bretagne och där blev honorna 5 till 7 år. Hanarna blir inte så gamla som honorna, kanske 3 till 4 år. 
På hösten, från slutet av augusti till november, tar sig könsmogna hanar ut ur sitt borör för att leta efter honornas borör. Några få hanar kan man även hitta ute på våren. När en hane hittar ett borör som tillhör en hona stannar han direkt, som om han var förstenad. Sen slår han snabbt med vibrerande pedipalper och ben. Efter att ha hållit på så ett tag med en del pauser emellan, öppnar hanen röret och kliver in. Trummandet gör att honan inte misstar hanen för ett bytesdjur. Efter parningen lever hane och hona tillsammans i boröret till någon gång nästa år. Därefter dör hannen. Hanarna bryr sig inte om borör av icke könsmogna honor. Honan lägger cirka 10 månader efter parningen 80 till 150 ägg. Till äggen tillverkar honan en särskild säck av spinntrådar. Säcken placeras i borörets övre del nära markytan. Ungarna kläcks i boröret i slutet av sommaren. Året närmast efter övervintrar honan ensam med ungarna. Följande vår lämnar ungarna honans borör. 
De nyutkomna ungarna sprider sig från en skåra i boröret. Normalt så sprider sig ungarna genom att vandra en liten bit innan de gräver en grop och tillverkar sina egna borör. De kan också använda sig av luftspridning. Vid varmt och soligt väder med uppvindar så lyfter de flesta små spindlar på bakkroppen och skickar iväg några trådar som lyfts av uppvindarna. Ungarna av tapetserarspindeln klättrar upp och släpper iväg många trådar och klättrar sidledes ned på dem. På detta sätt så kan de inte flyga iväg särskilt långt, kanske på sin höjd några tiotals meter, till skillnad mot andra spindlar som kan komma iväg kilometervis. Riktigt hur pass långt de kan sprida sig är okänt. De äldre tapetserarspindlarna flyttar sig normalt inte. I enstaka fall kan man finna att honor byter plats för sitt borör, men då troligtvis en mycket kort bit, högst några meter. 
Hos de flesta spindlar dör honan efter att hon har lagt ägg en säsong. Tapetserarspindelns hona verkar kunna lägga flera kullar och alltså föröka sig flera gånger. Det tar ett och ett halvt år från det att hanen tar sig in till honan till dess att ungarna lämnar boröret. Följaktligen tar det närmare två år innan honan åter kan para sig. Hur många gånger honan kan reproducera sig är okänt.

### Predatorer
Såvitt känt har de svenska tapetserarspindlarna inga fiender. Ingen predation eller parasitism har upptäckts i Sverige. Från andra sydligare länder är vägstekeln Aporus unicolor känd för att lägga sina ägg hos tapetserarspindeln, på vilken sedan larverna av vägstekeln äter nere i boröret. Även fåglar, möss och plattbuksspindlar har angetts som predatorer på tapetserarspindeln. Blir tapetserarspindeln störd i sitt borör kan den täppa till övre delen av nätet eller frivilligt ta sig ut från de nedre delarna. Inga sjukdomar är kända hos tapetserarspindeln, men med tanke på dess levnadssätt vore det inte förvånansvärt om den kan råka ut för svampinfektioner. Sådana har påträffats hos andra i rör levande spindlar i varmare länder.

## Förhållande till människan
Tapetserarspindeln är synnerligen sällsynt och skygg och tillbringar större delen av sin livstid i bohålor nere i marken. Att tapetserarspindeln kan bita igenom hud är en myt, tänderna är visserligen långa och skarpa, men slår uppifrån och ned och därmed kommer de inte åt att bita igenom. Risken för ett spindelbett från denna art är därmed att betrakta som mycket liten. Detta beror dels på att arten är så pass sällsynt och skygg och dels på att den inte lever i människors omedelbara närhet.